# شهرستان ایلکسکی
شهرستان ایلکسکی (به لاتین: Ileksky District) یک شهرستان در روسیه است که در استان اورنبورگ واقع شده‌است.